# Tapinoma chiaromontei
Tapinoma chiaromontei är en myrart som beskrevs av Menozzi 1930. Tapinoma chiaromontei ingår i släktet Tapinoma och familjen myror. Inga underarter finns listade i Catalogue of Life.